# Tallkata
Tallkata (arab. تلقطا) – miejscowość w Syrii, w muhafazie Hims. W 2004 roku liczyła 1204 mieszkańców.